# Disney Girls (1957)
"Disney Girls (1957)" es una canción escrita por Bruce Johnston para la banda estadounidense The Beach Boys. Fue editada en el álbum Surf's Up de 1971. Bruce canta la canción además de tocar teclados, bajo moog y mandolina.
Ha demostrado ser una de las canciones más perdurables de Bruce Johnston, siendo interpretada aún en sus conciertos hasta en sus años de gira con The Beach Boys durante el siglo XX. Fue grabada por varios artistas, incluyendo a Art Garfunkel, Cass Elliot, Jack Jones, Captain & Tennille, e incluso el propio Johnston hizo su grabación como solista, en su álbum Going Public de 1977. En la versión de Cass Elliot participan dos beach boys, Johnston y Carl Wilson.
Doris Day (madre de Terry Melcher, amigo de Johnston) hizo su propia versión de la canción, que apareció en su álbum My Heart de 2011.
Esta canción fue interpretada en varias ocasiones durante el Tour por el 50 aniversario de The Beach Boys, y junto con "Wendy" (en la que Bruce Johnston no era el cantante original) eran las únicas canciones en donde Johnston era el cantante.

## Personal
The Beach Boys
- Al Jardine – armonías y coros
- Bruce Johnston – voz principal, armonías y coros; piano vertical, moog bass; mandolina
- Mike Love – armonías y coros
- Brian Wilson – armonías y coros
- Carl Wilson – armonías y coros
- Dennis Wilson – armonías y coros

Músicos de sesión
- Ed Carter – guitarra acústica y eléctrica
- Dennis Dragon – batería
- Kathy Dragon – flauta